# 阿佛列·愛德華·伍德利·麥森
阿佛列·愛德華·伍德利·麥森（Alfred Edward Woodley Mason，通常寫作A. E. W. Mason，1865年5月7日—1948年11月22日），英國小說家，代表作有多次電影化的『四支羽毛』和「哈諾德探長」系列作，哈諾德對阿嘉莎·克莉絲蒂創作的白羅帶來影響。

## 著作一覽
- 「哈諾德探長」系列
- 四支羽毛
- 英倫浩劫

## 脚注
1. ↑  Bargainnier, Earl F. Twelve Englishmen of mystery. Bowling Green University Popular Press, 1984

## 外部連結
- A. E. W. Mason的作品  - 古騰堡計劃